# Мала Золотоношка
Мала Золотоношка — річка в Україні, у Золотоніському районі Черкаської області. Права притока Золотоношки (басейн Дніпра).

## Опис
Довжина річки приблизно 13,5 км. На деяких ділянках пересихає.

## Розташування
Бере початок у селі Золотоношка. Тече переважно на південний схід через Криштопівку і в Драбові впадає в річку Золотоношку, ліву притоку Дніпра. 
Річку перетинає автомобільний шлях Т 2412.